# Meroles knoxii
Meroles knoxii är en ödleart som beskrevs av  Milne-edwards 1829. Meroles knoxii ingår i släktet Meroles och familjen lacertider. Inga underarter finns listade i Catalogue of Life.